# Brac

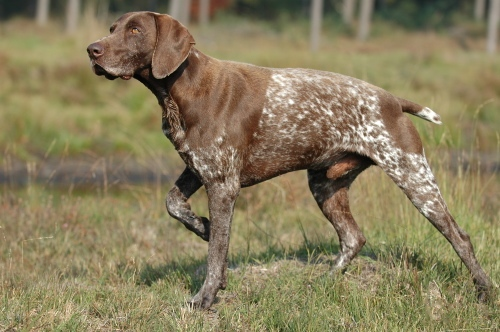
Brac alemany de pèl curt.

Brac designa un tipus de gossos de caça especialment dotats per a la mostra i el cobrament de les preses, normalment aus. També se'ls coneix popularment com a perdiguers, tot i que aquesta designació inclou tots els gossos de mostra i els seus encreuaments. Tenen un cap d'aspecte prismàtic, orelles caigudes, llavis llargs i lleugerament penjants, i musell quadrat i amb una marcada depressió a l'os frontal. El cos és esportiu, amb el pit profund i el ventre recollit. Atenent a la classificació de la Federació Cinològica Internacional (FCI) es reuneixen al grup VII, a la secció de gossos de mostra continentals, que queden clarament diferenciats del pòinter i dels setters:
- Antic gos de mostra danès
- Brac alemany de pèl curt
- Brac alemany de pèl dur
- Brac francès
- Pudelpòinter
- Brac de Weimar
- Perdiguer de Burgos
- Brac de l'Arieja
- Brac d'Alvèrnia
- Brac del Borbonès
- Brac de Saint Germain
- Brac italià
- Brac tirolès
- Brac hongarès
- Perdiguer portuguès

Altres races de tipus bracoide s'han anant desenvolupant a la península Ibèrica i a les illes Balears a partir del desaparegut gos de mostra ibèric, adaptant-se a les diferents condicions climàtiques, de terreny i vegetació, i, alhora, del tipus de presa de caça, normalment aus i conills. Tanmateix, no estan reconegudes oficialment per la FCI:
- Ca mè mallorquí
- Pachon navarrès
- Perdiguer gallec